# Pomíjivost (povídka)
Pomíjivost (anglicky "Transience") je krátká sci-fi povídka spisovatele Arthura C. Clarka, která vyšla v Československu ve sbírce Zpráva o třetí planetě z roku 1982 , v ČR ve sbírce Devět miliard božích jmen z roku 2002 a ve sbírce povídek Odvrácená strana nebe z roku 2008.
V angličtině vyšla např. ve sbírce s názvem The Other Side of the Sky.
Povídka je inspirována básní anglického básníka Alfreda Edwarda Housmana.

## Obsah povídky
Z pralesa vyběhne na pláž chlapec, opatrně se rozhlíží a hledá stopy případného nebezpečí. Je nahý, má silnou kostru a hrubou tvář. Jeho kmen nedávno vstoupil na toto území a on sám byl první, jehož stopy se otiskly do písku pláže. Něco jej pudilo vyjít ze stínu stromů a rozhlížet se po obrovské mase oceánu. Daleko v lese zavyje vlk, okolo sílí zvuky noci a je čas na odchod. Stopy jeho chodidel v písku budou zahlazeny, avšak nebudou poslední.
Dítě, jež si hraje v loužích mezi skalisky, nic netuší, že nedaleko býval kdysi prales. Za přístavní hrází se rozkládá malé městečko. Na pláži se tu a tam sluní ospalí lidé. Chlapec chvíli pozoruje parník na moři a pak se vrátí ke své činnosti - budování pískového hradu. Večer se chýlí, příliv se blíží k pevnině. Na matčinu pobídku chlapec vstává a odchází. Není mu líto hradu, který padne za oběť přílivu, ví, že se zítra vrátí.
Krajina se výrazně změnila. Na obzoru vyvstává dlouhá kovová budova, jejíž účel by nedokázal uhodnout nikdo z dřívějších lidí, stejně jako by prehistorický člověk nepochopil princip observatoře. Na pláži si hraje malý Bran, dohlíží na něj robot. Propojuje loužičky složitou soustavou kanálků. V myšlenkách je vedoucím techniků, jenž zachraňuje lidi na Marsu před postupující pouští.
Nad hlavou mu přelétávají ohromné lodě, ale chlapec ani nevzhlédne, je to pro něj samozřejmost. Tyto lodě v posledním období často odlétají, ale nikdy se žádná nevrací a Bran by rád věděl proč. Když se na to ptal, nikdo mu nechtěl odpovědět a tak se naučil se nevyptávat. Přicházejí rodiče a volají chlapce k odchodu. Bran ještě není hotov a chce se další den vrátit, aby své dílo dokončil. Matce se zalijí oči slzami a s otcem odvádí Brana pryč. Za hodnou chvíli se odlepí z obzoru kosmická loď a opouští Zemi.
Chapadla Černé mlhoviny už zavadila o hranice Sluneční soustavy. Vlny budou již jen chvíli šplíchat na zlaté písky pláže. Člověk se vynořil a zase odešel.